# 思容縣
思容縣（思蓉縣），是明代交阯承宣布政使司順化府化州下轄的一個縣，治所約在今越南承天省富祿縣。其境內有古農山、婆來山，產香木；又有珠琢山，產鐵；又有渃麻山，產野柿木。

## 沿革
- 永樂五年（1407年）六月癸未置，屬順化府化州領[5][6][7][8][9][10]。
- 永樂十五年閏五月丙寅，設交阯思容縣之婆門社巡檢司，思容縣民少，如所設弓兵不能及數，命于衛所土軍內撥補[11]。
- 永樂十七年九月丙辰，並思蓉縣入士榮縣[12][13]。
- 洪熙元年九月庚戌，順天府民金成伏闕言：「年已八十止有一子，初以守城功擢序班，今陞交阯思蓉縣知縣，乞改除附近，庶便養己」，宣宗謂少師吏部尚書蹇義曰：「此人之至情不可違之，其從所言。」[14]。